# 矢田明子
矢田 明子（やた あきこ、1980年4月25日 - ）は、日本の実業家、起業家、コミュニティナースファウンダー、看護師、保健師。株式会社株式会社CNC（旧Community Nurse Company株式会社）代表取締役、一般社団法人 Community Nurse Laboratory 代表理事。厚生労働省「重層的支援体制整備事業（参加支援事業）」調査事業 有識者委員。内閣官房「地方公共団体における多世代交流を通じて活性化するコミュニティづくりの具体化に向けた支援に関する調査研究事業」研究会委員。「デジタル化社会の中長期的展望に係る調査研究」外部有識者。島根県出雲市出身。1億総相互扶助社会の実現に向けて、コミュニティナーシングの社会実装を手がける。

## 略歴・人物
1980年島根県出雲市生まれ。1999年島根県立出雲高等学校卒業。2012年島根県立大学短期大学部看護学科卒業。2014年島根大学医学部看護学科卒業。人材育成を中心に事業を運営する『NPO法人おっちラボ』を立ち上げ。雲南市が主催する課題解決人材育成事業「幸雲南塾」で地域に飛び出す医療人材によるコミュニティづくりを提案。2016年5月より「コミュニティナースプロジェクト」でその育成やコミュニティナース経験のシェアをスタート。2017年にCommunity Nurse Company株式会社を設立。2019年2月『コミュニティナース ―まちを元気にする“おせっかい”焼きの看護師』が木楽舎より刊行。2020年 一般社団法人Community Nurse Laboratory 創業。2021年には厚生労働省「重層的支援体制整備事業（参加支援事業）」調査事業 有識者委員をつとめる。2023年 「デジタル化社会の中長期的展望に係る調査研究」外部有識者。

## 経歴
- 2014年 島根大学医学部看護学科卒業
- 2014年 島根県雲南市立病院企画係保健師、NPO法人おっちラボ 創業
- 2015年 島根県総合発展計画策定委員就任
- 2016年 株式会社 Community Care 創業
- 2017年 Community Nurse Company 株式会社 創業
- 2020年 一般社団法人Community Nurse Laboratory 創業
- 2021年 厚生労働省「重層的支援体制整備事業（参加支援事業）」調査事業 有識者委員
- 2021年 内閣官房「地方公共団体における多世代交流を通じて活性化するコミュニティづくりの具体化に向けた支援に関する調査研究事業」研究会委員
- 2023年「デジタル化社会の中長期的展望に係る調査研究」外部有識者

## 受賞歴
- 2017年　第12回ロハスデザイン大賞2017 大賞
- 2017年　CCJAチャンピオンオブチェンジ入賞「医療人材による地域コミュニティ作り」
- 2018年　日経BPウーマンオブザイヤー「超高齢化社会の希望賞」受賞
- 2018年　公益財団法人日本ユースリーダー協会第9回「ユースリーダー賞」受賞
- 2018年　WIRED Audi INNOVATION AWARD受賞
- 2019年　Business Insider Innovation Award「BEYOND MILLENNIALS 2019」受賞
- 2019年　第7回DBJ女性新ビジネスプランコンペティション「ソーシャルデザイン賞」受賞
- 2020年　2019年度シチズン・オブ・ザ・イヤー受賞
- 2022年　ICCサミット FUKUOKA 2022 「ソーシャルグッド・カタパルト」２位入賞
- 2022年　第10回アジア太平洋高齢者ケア・イノベーションアワード HOME CARE FOR AGEING-IN-PLACE 部門 グランプリを受賞
- 2024年　FIGARO Japon BWA Award 2024 「新しいスタンダードを築き上げる女性たち。」受賞
- 2024年　島根県雲南市 市制施行20周年記念 功績表彰

## 著書
- 2019年2月9日刊行：木楽舎「コミュニティナース まちを元気にする“おせっかい”焼きの看護師」 単行本 / 電子書籍 http://www.kirakusha.com/book/b432362.html

- 2022年２月刊行：医学書院「地域・在宅看護論[2]地域・在宅看護の実践　第6版」 看護実践の一つの形としてコミュニティナースの取り組みを第５章に執筆 https://www.igaku-shoin.co.jp/book/detail/109024

## 論文
- 2014年　農林水産政策研究所レビューNo.59 農林水産政策科学研究委託事業 農文化システムの総合的評価ツールの開発と地域比較に関する研究
- 2021年　The revitalization of “Osekkai”／コロナ禍における日本地方農村部の課題と「おせっかい」をベースとした自主的ソーシャルワークの重要性について
- 2021年　Rural Social Participation through Osekkai during the COVID-19 Pandemic／COVID-19パンデミック時のおせっかいによる地域の社会参加について
- 2022年　A Solution for Loneliness in Rural Populations: The Effects of Osekkai Conferences during the COVID-19 Pandemic
- 2023年　Healthcare Profession Students’ Motivations for Learning About Community Organizing: A Thematic Analysis

## メディア・登壇歴
- 2016年11月13日 サキどり↑地域医療に挑む　コミュニティーナース NHK総合
- 2019年2月10日 ビジネスモデルオリンピア一般社団法人ビジネスモデルイノベーション協会（BMIA）
- 2018年9月27日 新しい“看護”のカタチ。“コミュニティナース”って？ BS朝日 GAME CHANGERS
- 2019年6月4日 「知っていますか？　コミュニティナース」（NHK 視点・論点）
- 2021年4月14日 ソノタネ　～コミュニティナースカンパニー篇～ TSKさんいん中央テレビ
- 2022年2月17日 ICCサミット FUKUOKA 2022 「ソーシャルグッド・カタパルト」
- 2022年9月３日 NHK WORLD - JAPAN 「The Signs」The Blueprints for a Vibrant Community
- 2023年3月15日 NHK WORLD - JAPAN「RISING」Better Health through Social Ties: Community Nursing Innovator - Yata Akiko

## 掲載歴
- 2017年12月19日　ウーマン・オブ・ザ・イヤー2018　諦めず、信念貫く 日経WOMAN SMART
- 2018年06月26日  まちへ飛び出したナースたち――“世話焼き”コミュニティナースの普及が日本人の健康意識を変える（行動系ウェブマガジン[DRIVE]）
- 2018年09月14日　医療現場の“思い込み”に「嘘つけ!」と叫びたい （WIRED）
- 2018年10月21日　街を見守る看護師を　Community Nurse Company代表 矢田明子氏日本経済新聞
- 2018年12月　ケアを暮らしの動線のなかへ、ロッジア空間を街のなかへ（10+1 website）
- 2019年01月　「おせっかい」を提供するコミュニティナース #1 WEB Magazine『長寿のMIKATA』
- 2019年04月22日　コミュニティナース　矢田明子さん看護師 街に飛び込む 日経新聞 人間発見
- 2019年09月11日　看護の目地域元気に 読売新聞「語る聞く」
- 2020年11月20日　Community Nurse Company矢田氏／夢は漬物文化探求の旅 日経ビジネス 1分でわかる「起業家たち」のリンカク
- 2021年07月20日　“ミライ”への階段 古くて新しい“大家族での子育て”地域多世代交流の場を創出 日経BP未来コトハジメ
- 2021年5月18日 医彩―PwC Healthcare Hub 第2回 地域に寄り添い、まちを元気に―医療と看護の概念を覆す「コミュニティナース」のアプローチ（医彩―PwC Healthcare Hub）
- 2022年9月16日　Wedge Online 介護保険を起点としない次世代型介護プランの視点
- 2023年4月25日 Forbes JAPAN 2023年6月号 NEXT100 一挙紹介! いま注目すべき「世界を救う希望」100人 Pick up3 島根県雲南市発!「新時代版おせっかい」
- 2023年12月9日　朝日新聞 be on Saturday フロントランナー　ＣＮＣ代表取締役・矢田明子さん　暮らしの中で住民をケア